# Maurice Edu
Maurice Edu, detto Mo (Fontana, 18 aprile 1986), è un ex calciatore statunitense, di origine nigeriana, di ruolo centrocampista.

## Carriera

### Club
Cresciuto nell'Università del Maryland, dopo tre anni ai Maryland Terrapins, in cui è stato nomitato All-American nel 2006, è stato la prima scelta assoluta del SuperDraft MLS 2007, andando a giocare per il Toronto FC, squadra della Major League Soccer americana, nell'anno in cui è stato eletto MLS Rookie of the Year. Il 18 agosto 2008 i Rangers di Glasgow ufficializzano l'acquisto di Edu dal Toronto FC: il contratto è di durata quinquennale.
A causa del fallimento del club nel 2012, manifesta l'intenzione di cambiare squadra.
Di fatto, il 25 agosto 2012 si trasferisce allo Stoke City ma qui non trova spazio e nel mercato di Gennaio viene mandato in prestito al Philadelphia Union.

## Palmarès

### Club

#### Competizioni nazionali
- Campionato scozzese: 3

Rangers: 2008-2009, 2009-2010, 2010-2011
- Coppa di Lega scozzese: 2

Rangers: 2009-2010, 2010-2011
- Coppa di Scozia: 1

Rangers: 2008-2009